# AliceVision Meshroom
AliceVision è un framework software per la visione artificiale e la fotogrammetria che permette di generare un modello 3D a partire da un insieme non ordinato di prese con una telecamera. La libreria mette a disposizione algoritmi per la ricostruzione 3D e il match moving ed è organizzata in moduli per l'estrazione di caratteristiche, la registrazione d'immagini, la ricerca di corrispondenze tra immagini, la calibrazione e la localizzazione d'immagini, l'estimazione di mappe di disparità, la triangolazione di punti 3D e il texture mapping.
La libreria è multipiattaforma e distribuita in open source con licenza MPLv2 ed è basata su standard e formati aperti (OBJ, glTF, OpenEXR, Alembic) per facilitare l'interoperabilità con altri sistemi, come Blender, Maya e Houdini.

## Meshroom
Meshroom è l'interfaccia grafica costruita attorno alla libreria AliceVision. La caratteristica principale è il sistema nodale che permette di modellizare il processo di riscostruzione come una pipeline di nodi. Ciascun nodo corrisponde ad una fase del processo di ricostruzione e il risultato di ciascun nodo può essere utilizzato come ingresso di un altro nodo. Questo permette di personalizzare e adattare il processo a diverse esigenze secondo il tipo di applicazione. Ogni nodo può essere eseguito localmente sul calcolatore o in remoto su più calcolatori in parallelo in una render farm.
Meshroom è usato fin dal 2014 principalmente nell'industria degli effetti speciali digitali e in molti altri contesti applicativi come la realtà aumentata per applicazioni mediche, la conservazione e digitalizzazione del patrimonio culturale, l'archeologia, la biologia, la ricostruzione 3D d'insetti, la videosorveglianza, la stampa 3D, il turismo, la creazione di modelli 3D per la realtà virtuale, le scienze forensi e l'ispezione di strutture architettoniche.

## Associazione AliceVision
Il progetto AliceVision è sostenuto dall'associazione no-profit ALICEVISION, nata nel 2020 per rendere accessibili le techniche di digitalizzazione 3D a partire da fotografie e video.